# Zwroty S
Zwroty S (od ang. S-phrases, czyli safety phrases), zwroty bezpieczeństwa – dawniej stosowane oznaczenia na opakowaniu substancji chemicznej lub preparatu chemicznego określające sposób prawidłowego postępowania w celu zminimalizowania ryzyka związanego z używaniem tej substancji lub tego preparatu.
Zwroty mają postać Sx, gdzie x jest liczbą naturalną. W roku 2015 na mocy rozporządzenia CLP (wdrażającego Globalnie Zharmonizowany System Klasyfikacji i Oznakowania Chemikaliów), zwroty S zostały zastąpione przez zwroty P.

## Status prawny
Zwroty S wprowadziło do polskiego prawodawstwa, zgodnie z zaleceniami dyrektywy 2001/59/WE, rozporządzenie Ministra Zdrowia z dnia 2 września 2003 roku, w ramach przedakcesyjnej harmonizacji prawnej.
20 stycznia 2009 roku, w efekcie wejścia w życie rozporządzenia CLP (wdrażającego Globalnie Zharmonizowany System Klasyfikacji i Oznakowania Chemikaliów), zwroty S zostały zastąpione przez zwroty P. Rozporządzenie CLP dopuściło przejściowe stosowanie, w określonych sytuacjach, zwrotów S do roku 2015.

## Lista zwrotów S
- S1 Przechowywać pod zamknięciem.
- S2 Chronić przed dziećmi.
- S3 Przechowywać w chłodnym miejscu.
- S4 Nie przechowywać w pomieszczeniach mieszkalnych.
- S5 Przechowywać w... (cieczy wskazanej przez producenta).
- S6 Przechowywać w atmosferze... (obojętnego gazu wskazanego przez producenta).
- S7 Przechowywać pojemnik szczelnie zamknięty.
- S8 Przechowywać pojemnik w suchym pomieszczeniu.
- S9 Przechowywać pojemnik w miejscu dobrze wentylowanym.
- S12 Nie przechowywać pojemnika szczelnie zamkniętego.
- S13 Nie przechowywać razem z żywnością, napojami i paszami dla zwierząt.
- S14 Nie przechowywać razem z... (materiałami określonymi przez producenta).
- S15 Przechowywać z dala od źródeł ciepła.
- S16 Nie przechowywać w pobliżu źródeł zapłonu – nie palić tytoniu.
- S17 Nie przechowywać razem z materiałami zapalnymi.
- S18 Zachować ostrożność w trakcie otwierania i manipulacji z pojemnikiem.
- S20 Nie jeść i nie pić podczas stosowania produktu.
- S21 Nie palić tytoniu podczas stosowania produktu.
- S22 Nie wdychać pyłu.
- S23 Nie wdychać gazu/dymu/pary/rozpylonej cieczy (rodzaj określi producent).
- S24 Unikać zanieczyszczenia skóry.
- S25 Unikać zanieczyszczenia oczu.
- S26 Zanieczyszczone oczy przemyć natychmiast dużą ilością wody i zasięgnąć porady lekarza.
- S27 Natychmiast zdjąć całą zanieczyszczoną odzież.
- S28 Zanieczyszczoną skórę natychmiast przemyć dużą ilością... (cieczy określonej przez producenta).
- S29 Nie wprowadzać do kanalizacji.
- S30 Nigdy nie dodawać wody do tego produktu.
- S33 Zastosować środki ostrożności zapobiegające wyładowaniom elektrostatycznym.
- S35 Usuwać produkt i jego opakowanie w sposób bezpieczny.
- S36 Nosić odpowiednią odzież ochronną.
- S37 Nosić odpowiednie rękawice ochronne.
- S38 W przypadku niedostatecznej wentylacji stosować odpowiednie indywidualne środki ochrony dróg oddechowych.
- S39 Nosić okulary lub ochronę twarzy.
- S40 Czyścić podłogę i wszystkie inne obiekty zanieczyszczone tym produktem... (środkiem wskazanym przez producenta).
- S41 Nie wdychać dymów powstających w wyniku pożaru lub wybuchu.
- S42 Podczas fumigacji/rozpylania/natryskiwania stosować odpowiednie środki ochrony dróg oddechowych (rodzaj określi producent).
- S43 W przypadku pożaru używać... (podać rodzaj sprzętu przeciwpożarowego; jeżeli woda zwiększa zagrożenie, dodać: „nigdy nie używać wody”).
- S45 W przypadku awarii lub jeżeli źle się poczujesz, niezwłocznie zasięgnij porady lekarza – jeżeli to możliwe, pokaż etykietę.
- S46 W razie połknięcia niezwłocznie zasięgnij porady lekarza – pokaż opakowanie lub etykietę.
- S47 Przechowywać w temperaturze nieprzekraczającej... °C (określi producent).
- S48 Przechowywać produkt zwilżony... (właściwy materiał określi producent).
- S49 Przechowywać wyłącznie w oryginalnym opakowaniu.
- S50 Nie mieszać z... (określi producent).
- S51 Stosować wyłącznie w dobrze wentylowanych pomieszczeniach.
- S52 Nie zaleca się nanoszenia na duże płaszczyzny wewnątrz pomieszczeń.
- S53 Unikać narażenia – przed użyciem zapoznać się z instrukcją.
- S56 Zużyty produkt oraz opakowanie dostarczyć na składowisko odpadów niebezpiecznych.
- S57 Używać odpowiednich pojemników zapobiegających skażeniu środowiska.
- S59 Przestrzegać wskazówek producenta lub dostawcy dotyczących odzysku lub wtórnego wykorzystania.
- S60 Produkt i opakowanie usuwać jako odpad niebezpieczny.
- S61 Unikać zrzutów do środowiska. Postępować zgodnie z instrukcją lub kartą charakterystyki.
- S62 W razie połknięcia nie wywoływać wymiotów: niezwłocznie zasięgnąć porady lekarza i pokazać opakowanie lub etykietę.
- S63 W przypadku zatrucia drogą oddechową wyprowadzić lub wynieść poszkodowanego na świeże powietrze i zapewnić warunki do odpoczynku.
- S64 W przypadku połknięcia wypłukać usta wodą – nigdy nie stosować u osób nieprzytomnych.

## Lista łączonych zwrotów S
Stosowane są również „łączone zwroty S” stanowiące kombinacje wyżej wymienionych.
- S1/2 Przechowywać pod zamknięciem i chronić przed dziećmi.
- S3/7 Przechowywać pojemnik szczelnie zamknięty w chłodnym miejscu.
- S3/9/14 Przechowywać w chłodnym, dobrze wentylowanym miejscu, z dala od... (materiału wskazanego przez producenta).
- S3/9/14/49 Przechowywać wyłącznie w oryginalnym opakowaniu, w chłodnym, dobrze wentylowanym miejscu; nie przechowywać razem z... (materiałami wskazanymi przez producenta).
- S3/9/49 Przechowywać wyłącznie w oryginalnym opakowaniu w chłodnym, dobrze wentylowanym miejscu.
- S3/14 Przechowywać w chłodnym miejscu; nie przechowywać razem z... (materiałami wskazanymi przez producenta).
- S7/8 Przechowywać pojemnik szczelnie zamknięty w suchym pomieszczeniu.
- S7/9 Przechowywać pojemnik szczelnie zamknięty w miejscu dobrze wentylowanym.
- S7/47 Przechowywać pojemnik szczelnie zamknięty w temperaturze nieprzekraczającej...°C (określi producent).
- S20/21 Nie jeść i nie pić oraz nie palić tytoniu podczas stosowania produktu.
- S24/25 Unikać zanieczyszczenia skóry i oczu.
- S27/28 W przypadku zanieczyszczenia skóry natychmiast zdjąć całą zanieczyszczoną odzież i przemyć zanieczyszczoną skórę dużą ilością... (rodzaj cieczy określi producent).
- S29/35 Nie wprowadzać do kanalizacji, a produkt i opakowanie usuwać w sposób bezpieczny.
- S29/56 Nie wprowadzać do kanalizacji, a zużyty produkt i opakowanie dostarczyć na składowisko odpadów niebezpiecznych.
- S36/37 Nosić odpowiednią odzież ochronną i odpowiednie rękawice ochronne.
- S36/37/39 Nosić odpowiednią odzież ochronną, odpowiednie rękawice ochronne i okulary lub ochronę twarzy.
- S36/39 Nosić odpowiednią odzież ochronną i okulary lub ochronę twarzy.
- S37/39 Nosić odpowiednie rękawice ochronne i okulary lub ochronę twarzy.
- S47/49 Przechowywać wyłącznie w oryginalnym opakowaniu w temperaturze nieprzekraczającej... °C (określi producent).

## Zmodyfikowane zwroty S
Niektórzy wytwórcy stosują dodatkowo zmodyfikowane zwroty S.

### Merck
Merck stosuje dodatkowe zwroty w formacie Sx.y, gdzie x jest numerem modyfikowanego zwrotu, a y kolejną liczbą naturalną.
- S5.1 Przechowywać w wodzie.
- S5.2 Przechowywać w benzynie.
- S5.3 Przechowywać w oleju parafinowym.
- S6.1 Przechowywać w atmosferze azotu.
- S6.2 Przechowywać w atmosferze argonu.
- S6.3 Przechowywać w atmosferze gazu.
- S14.1 Nie przechowywać razem z odczynnikami redukującymi, związkami metali ciężkich, kwasami i zasadami.
- S14.10 Nie przechowywać razem z kwasami, odczynnikami redukującymi i zapalnymi materiałami.
- S14.11 Nie przechowywać razem z zapalnymi materiałami.
- S14.12 Nie przechowywać razem z zasadami i substancjami podstawowymi.
- S14.2 Nie przechowywać razem z tlenkami i związkami kwasów ciężkich metali.
- S14.3 Nie przechowywać razem z metalami.
- S14.4 Nie przechowywać razem z wodą i zasadami.
- S14.5 Nie przechowywać razem z kwasami.
- S14.6 Nie przechowywać razem z zasadami.
- S14.7 Nie przechowywać razem z metalami.
- S14.8 Nie przechowywać razem z tlenkami i kwasami.
- S14.9 Nie przechowywać razem z palnymi związkami organicznymi.
- S23.1 Nie wdychać gazu.
- S23.2 Nie wdychać dymu.
- S23.3 Nie wdychać pary.
- S23.4 Nie wdychać dymu.
- S23.5 Nie wdychać dymu ani rozpylonej cieczy.
- S28.1 Zanieczyszczoną skórę natychmiast przemyć dużą ilością wody.
- S28.2 Zanieczyszczoną skórę natychmiast przemyć dużą ilością wody i mydła.
- S28.3 Zanieczyszczoną skórę natychmiast przemyć dużą ilością wody i mydła oraz, jeżeli możliwe, użyć glikolu polietylenowego 400.
- S28.4 Zanieczyszczoną skórę natychmiast przemyć dużą ilością glikolu polietylenowego 300 i etanolu (2:1), a następnie przemyć wodą i mydłem.
- S28.5 Zanieczyszczoną skórę natychmiast przemyć dużą ilością glikolu polietylenowego 400.
- S28.6 Zanieczyszczoną skórę natychmiast przemyć dużą ilością glikolu polietylenowego 400, a potem opłukać wodą.
- S28.7 Zanieczyszczoną skórę natychmiast przemyć dużą ilością wody i kwaśnego mydła.
- S40.1 Czyścić podłogę i wszystkie inne obiekty zanieczyszczone tym produktem dużą ilością wody.
- S43.1 W przypadku pożaru używać wody.
- S43.2 W przypadku pożaru używać wody i gaśnicy proszkowej.
- S43.3 W przypadku pożaru używać gaśnicy proszkowej. Nigdy nie używać wody.
- S43.4 W przypadku pożaru używać dwutlenku węgla. Nigdy nie używać wody.
- S43.6 W przypadku pożaru używać piasku. Nigdy nie używać wody.
- S43.7 W przypadku pożaru używać gaśnicy proszkowej do gaszenia metali. Nigdy nie używać wody.
- S43.8 W przypadku pożaru używać piasku, dwutlenku węgla i gaśnicy proszkowej. Nigdy nie używać wody.
- S47.1 Przechowywać w temperaturze nieprzekraczającej 25 °C.
- S48.1 Przechowywać produkt zwilżony wodą.
- S50.1 Nie mieszać z kwasami.
- S50.2 Nie mieszać z alkaliami.
- S50.3 Nie mieszać z mocnymi kwasami, mocnymi zasadami, metalami nieżelaznymi ani ich solami.

Łączone zwroty S stosowane przez Merck:
- S3/9/14.1 Przechowywać w chłodnym, dobrze wentylowanym miejscu, z dala od redukcyjnych odczynników, związków ciężkich metali, kwasów i zasad.
- S3/9/14.1/49 Przechowywać tylko w oryginalnym opakowaniu w chłodnym dobrze wentylowanym miejscu, z dala od środków redukujących, związków metali ciężkich, kwasów i alkaliów.
- S3/9/14.2 Przechowywać w chłodnym dobrze wentylowanym miejscu, z dala od środków utleniających i substancji kwasowych oraz związków metali ciężkich.
- S3/9/14.2/49 Przechowywać tylko w oryginalnym opakowaniu w chłodnym dobrze wentylowanym miejscu, z dala od substancji utleniających i kwasowych oraz związków metali ciężkich.
- S3/9/14.3 Przechowywać w chłodnym dobrze wentylowanym miejscu, z dala od żelaza.
- S3/9/14.3/49 Przechowywać tylko w oryginalnym opakowaniu w chłodnym dobrze wentylowanym miejscu, z dala od żelaza.
- S3/9/14.4 Przechowywać w chłodnym dobrze wentylowanym miejscu, z dala od wody i alkaliów.
- S3/9/14.4/49 Przechowywać tylko w oryginalnym opakowaniu w chłodnym dobrze wentylowanym miejscu, z dala od wody i alkaliów.
- S3/9/14.5 Przechowywać w chłodnym dobrze wentylowanym miejscu, z dala od kwasów.
- S3/9/14.5/49 Przechowywać tylko w oryginalnym opakowaniu w chłodnym dobrze wentylowanym miejscu, z dala od kwasów.
- S3/9/14.6 Przechowywać w chłodnym dobrze wentylowanym miejscu, z dala od alkaliów.
- S3/9/14.6/49 Przechowywać tylko w oryginalnym opakowaniu w chłodnym dobrze wentylowanym miejscu, z dala od alkaliów.
- S3/9/14.7 Przechowywać w chłodnym dobrze wentylowanym miejscu, z dala od metali.
- S3/9/14.7/49 Przechowywać tylko w oryginalnym opakowaniu w chłodnym dobrze wentylowanym miejscu, z dala od metali.
- S3/9/14.8 Przechowywać w chłodnym dobrze wentylowanym miejscu, z dala od substancji utleniających i kwasowych.
- S3/9/14.8/49 Przechowywać tylko w oryginalnym opakowaniu w chłodnym dobrze wentylowanym miejscu, z dala od substancji utleniających i kwasowych.
- S3/14.1 Przechowywać w chłodnym miejscu, nie przechowywać razem ze środkami redukującymi, związkami metali ciężkich, kwasów i alkaliów.
- S3/14.2 Przechowywać w chłodnym miejscu, nie przechowywać razem z substancjami utleniającymi i kwasowymi oraz związkami metali ciężkich.
- S3/14.3 Przechowywać w chłodnym miejscu, nie przechowywać razem z żelazem.
- S3/14.4 Przechowywać w chłodnym miejscu, nie przechowywać razem z wodą i alkaliami.
- S3/14.5 Przechowywać w chłodnym miejscu, nie przechowywać razem z kwasami.
- S3/14.6 Przechowywać w chłodnym miejscu, nie przechowywać razem z alkaliami.
- S3/14.7 Przechowywać w chłodnym miejscu, nie przechowywać razem z metalami.
- S3/14.8 Przechowywać w chłodnym miejscu, nie przechowywać razem z substancjami utleniającymi i kwasowymi.

### Riedel-de Haën
Riedel-de Haën stosuje dodatkowe zwroty S w formacie Sxy, gdzie x to numer modyfikowanego zwrotu, a y kolejna, duża litera alfabetu.
- S5A Przechowywać w oleju parafinowym.
- S5B Przechowywać w benzynie.
- S5C Przechowywać w cieczy ochronnej.
- S6A Przechowywać w atmosferze gazu ochronnego.
- S6B Przechowywać w atmosferze azotu.
- S6C Przechowywać w atmosferze argonu.
- S23A Nie wdychać gazu.
- S23B Nie wdychać dymu.
- S23C Nie wdychać pary.
- S28A Zanieczyszczoną skórę natychmiast przemyć dużą ilością 2% roztworu siarczanu miedzi(II).
- S28B Zanieczyszczoną skórę natychmiast przemyć dużą ilością glikolu polietylenowego.
- S28C Zanieczyszczoną skórę natychmiast przemyć dużą ilością glikolu polietylenowego i etanolu (1:1).
- S28D Zanieczyszczoną skórę natychmiast przemyć dużą ilością wody z mydłem.
- S40A Czyścić podłogę i wszystkie inne obiekty zanieczyszczone tym produktem jodowanym węglem aktywnym.
- S43A W przypadku pożaru używać piasek. Nigdy nie używać wody.
- S48A Przechowywać produkt zwilżony wodą.